# Мови Ліхтенштейну
Офіційною мовою Ліхтенштейну є німецька — князівство є найменшою із чотирьох європейських країн, де більшість населення говорить німецькою мовою. Інші мови поширені серед мешканців іноземного походження, питома вага яких становить близько 14% населення князівства (дві третини місцевої робочої сили).

### Алеманський діалект
Місцевим діалектом німецької мови є алеманський, до якого відносяться різні діалекти німецької мови. 86% жителів Ліхтенштейну є «етнічними алеманами» та володіють алеманським діалектом і його різновидами. В основному поширені верхньоалеманські та гірськоалеманські діалекти. З гірськоалеманських діалектів поширений вальзерський.
Усі алеманські діалекти на території Ліхтенштейну часто об'єднують загальною назвою — ліхтенштейнський діалект (нім. Liachtaschtänerisch).

### Інші мови
Серед мов національних меншин найпоширеніші італійська та турецька.